# Джей Лепідус
Джей Лепідус (англ. Jay Lapidus; нар. 1 травня 1959) — колишній американський тенісист.
Найвищу одиночну позицію світового рейтингу — 34 місце досяг 21 березня, 1983, парну — 169 місце — 3 січня, 1983 року.
Здобув 1 одиночний титул.
Найвищим досягненням на турнірах Великого шолома було 4 коло в одиночному розряді.

## Фінали Гран-прі за кар'єру

### Одиночний розряд: 1 (1–0)
| Результат | W-L | Дата     | Турнір    | Покриття | Суперник   | Рахунок  |
| --------- | --- | -------- | --------- | -------- | ---------- | -------- |
| Перемога  | 1–0 | Сер 1982 | Стоу, США | Тверде   | Ерік Фромм | 6–4, 6–2 |

### Парний розряд: 1 (0–1)
| Результат | W-L | Дата     | Турнір         | Покриття | Партнер  | Суперники                  | Рахунок  |
| --------- | --- | -------- | -------------- | -------- | -------- | -------------------------- | -------- |
| Поразка   | 0–1 | Лис 1982 | Париж, Франція | Тверде   | Рік Маєр | Браян Готтфрід Брюс Менсон | 4–6, 2–6 |